# Marjan Kolar
Marjan Kolar, slovenski pisatelj in dramatik, * 6. oktober 1933, Slovenj Gradec, † 21. maj 2017.

## Življenje
Otroštvo je preživel v Mislinji, v izgnanskem taborišču v Nemčiji in v Slovenj Gradcu. Na gimnazijo je hodil na Ravnah na Koroškem, na ljubljanski filozofski fakulteti pa je študiral germanistiko in slavistiko. Diplomiral je z nalogo Umetništvo in neumetnišvo v Župančičevem Jerali. Po študiju se je leta 1956 kot knjižničar zaposlil v ravenski knjižnici. Leta 1963 je prevzel mesto novinarja in urednika glasila Koroški fužinar. Po upokojitvi je živel v Kotljah.

## Delo
Kolar je v gimnazijskih letih objavljal v šolskem glasilu, kasneje pa v literarnih revijah Nova brazda, Svit, Mlada pota, Naša sodobnost, Dialogi in Revija 57. Leta 1951 je z literarnim esejem Osamelec zmagal na natečaju Nove brazde in bil zaradi kritike tedanje družbene ureditve v eseju zaznamovan kot politično sporen ustvarjalec (Vollmaier Lubej 2014: 521). V prvi zbirki črtic Prazno nebo je pisal o življenju na podeželju v zgodbah, ki delujejo kot krajevna kronika. Avtor se tu kritično ukvarja s podeželsko moralo in estetiko, hkrati pa so zgodbam dodane narodnostne poante. Razkol med absolutnim humanizmom in kritiko birokracije se razreši alegorično groteskni stilizaciji pripovedi.
Ironično podobo domače okolice je podal v zbirki humoresk Samomor v nebesih, ki so jo navdihnili značilni pojavi povojnih let (slavnostni govori, politične parole, sestankovanje, komiteji, sekretarji). Prejšnje psihološko realistično pripovedovanje je tu zamenjalo satirično-alegorično. Alegorične, fantastične in groteskne zgodbe kritizirajo aktualne, hkrati pa trajne družbeno občutljive pojme.
V roman Išči poldan je vnesel avtobiografske prvine s spomini na študijska leta in prebolevanje tuberkuloze v bolnišničnem in zdraviliškem okolju. Glavni osebi, gimnazijska profesorja v rudarskem kraju, vsak po svoje iščeta smisel svojega dela in stališč. Vzdušje krajevne kronike mesta z živahnim družabnim in družbenim življenjem se izmenjuje z elegičnimi, čustvenimi in miselnimi toni v spominski perspektivi. Realistično pripoved dopolnjujejo esejistični elementi ter notranji monolog.
Roman Sezuj se, kadar stopiš v mošejo je realističen opis življenja rudarjev in železarskih delavcev ter prvinskosti v ljudeh in v naravi. V poučni povesti v slogu večerniške povesti Snežne verige se ukvarja s problematiko zdomstva. Vojni roman Zvezde in križi je obsežna krajevna in družinska ter psihološko poglobljena kronika o vojni, trpljenju v koncentracijskem taborišču in povojnih družbenih spremembah.
Njegove pripovedne osebe so preproste, vsakdanje, zrasle s svojim podeželskim okoljem. Napisal je tudi gledališko delo in več radijskih iger. Matjaž Kmecl (1967: 388) njegovo pripovedništvo poimenuje socialnokritično inačico prenovljenega realizma. V zgodnejši prozi ga zanima kolektivna družbena zavest, kasneje pa se posveti intimnim zgodbam posameznikov (Vollmaier Lubej 2014: 522). Pomemben motiv njegove proze je majhen, nepomemben delavec, ki s svojo intimno pripovedjo postaja kritični opazovalec družbene ideologije. Loteva se tudi tabuiziranih tem (prostitucija, disfunkcionalnost družine). Za roman Išči poldan je leta 1968 prejel nagrado Prešernovega sklada za književnost.

### Kratka proza
- Prazno nebo, kratka proza (1961)
- Samomor v nebesih, humoreske (1964)
- Sveto sivo življenje, kratka proza (2003)
- Moji mimohodi, kratka proza (2013)

### Romani in povesti
- Išči poldan, roman (1967)
- Sledovi medalj, mladinska povest (1967)
- Sezuj se, kadar stopiš v mošejo, roman (1971)
- Snežne verige, povest (1973)
- Zvezde in križi, roman (1979)
- Prekrstitve, roman (2004)
- Robinzonova zastava, roman (2005)
- Primer profesorja Klasinca, roman (2008)
- Čas hladnih zvezd, roman (2008)

### Radijske igre
- Soteska junakov, radijska igra (1966)
- Ura, radijska igra (1969)
- Posterji na begu, radijska igra (1995)
- Robinzonova zastava, radijska igra (1999)

### Drugo
- Revolucij ne bo več, gledališko delo (1964)

- 375 let jeklarstva na Ravnah, monografija (1995)